# Cotys Ier
Pour les articles homonymes, voir Cotys.
Ne doit pas être confondu avec Cotys Ier du Bosphore.
Cotys Ier (ou Kotys), fils de Penthée, né sous le règne de Seuthes Ier, devient prince d'une portion de la Thrace, roi des Odryses, vers l'an 384 av. J.-C., et règne jusqu'en vers l'an 360 av. J.-C. Le royaume atteint son apogée sous son règne.
Aux débuts de son règne, il s'entend bien avec les Athéniens et donne même sa sœur à Iphicrate, un général, qui a rendu quelques services à son père. Il subjugue les peuples voisins et devient le roi le plus puissant de Thrace, ce qui engage les Athéniens, qui le ménagent à cause de la Chersonèse de Thrace, à lui accorder le titre de citoyen et à lui décerner des couronnes d'or.
Plus tard, les Athéniens et les Thraces s'opposent concernant une révolte en Perse. Cotys veut ensuite attaquer la Chersonèse de Thrace, mais Iphicrate ne veut pas contribuer à dépouiller sa patrie et quitte son service. Les Athéniens organisent une rébellion, aidant Miltocytlus à se révolter contre lui. Athènes se hâte d'accorder au rebelle une aide militaire mais les orateurs du parti d'Iphicrate trouvent le moyen de d'empêcher l'armée athénienne de partir, en soudoyant les commandants. Cotys vainc Miltocytlos, s'empare du Mont-Sacré de la Thrace, et de tous les trésors qui s'y trouvent. Les Athéniens, à cette nouvelle, font le procès du général de l'armée restée à Athènes et envoient d'autres généraux combattre Cotys qui les vainc grâce aux conseils d'Iphicrate. Cotys ne renonce pas à son projet et il s'empare de la plus grande partie de la Chersonèse de Thrace en 360 av. J.-C.
Il est ensuite assassiné, vers l'an 360 av. J.-C., par deux élèves de Platon. Alors qu'ils étaient conseillers du roi, ils l'assassinèrent au cours d'une fête dans son palais, prétextant qu'il avait fait du tort à leur père. À leur retour à Athènes, ils sont proclamés citoyens d'honneur et récompensés par des couronnes d'or.
À sa mort, la Thrace est divisée en trois royaumes : son fils Kersobleptès à l’est, Bérisadès à l’ouest et Amadocos II au centre. Les trois royaumes tomberont tous, avant 341 av. J.-C., les uns après les autres sous la coupe des Macédoniens de Philippe II, père d'Alexandre le Grand. Il faudra attendre son dernier fils Seuthès III, pour recouvrer un royaume de Thrace indépendant à la fin du IVe siècle av. J.-C.
Cotys avait quelques talents militaires mais la violence de son caractère l'entraîne dans des actes de cruauté qui souillent son règne. Il est, aux débuts, en garde contre lui-même. En effet, un marchand étranger lui ayant apporté des vases de terre d'un travail très-précieux, qu'il récompense magnifiquement, mais les fait briser sur-le-champ, de crainte, dit-il, de punir trop sévèrement ceux qui auraient le malheur d'en casser quelqu'un. S'étant adonné par la suite au vin, comme tous les Thraces, il perd toute retenue. Il ouvrit, de ses propres mains, le ventre de sa femme, dont il est devenu jaloux. À la suite d'une orgie, il imagine que Minerve vient pour se marier avec lui, et tue successivement deux de ses gardes, qui, envoyés au-devant de la déesse, sont venus dire qu'ils n'ont rien vu. Le troisième, plus adroit, annonce que la déesse s'avance, et Cotys, accablé par le vin, s'étant endormi, oublie, en s'éveillant, tout ce qui s'est passé. On trouve chez Athénée un récit très-plaisant, fait par un poète comique, du repas que Cotys donne pour le mariage de sa fille (plus probablement sa sœur) avec Iphicrate.

### Sources partielles
- « Cotys Ier », Charles Weiss, Biographie universelle, ou Dictionnaire historique contenant la nécrologie des hommes célèbres de tous les pays, 1841 [détail des éditions].

- (en) Cet article est partiellement ou en totalité issu de l’article de Wikipédia en anglais intitulé « Cotys I » (voir la liste des auteurs).
- (en) Ian Mladjov, de l'Université du Michigan, liste des rois odrysiens de Thrace.
- (en) Site hourmo.eu, collection of Greek Coins of Thrace, Index des rois.